# Tropic
Tropic is een plaats (town) in de Amerikaanse staat Utah, en valt bestuurlijk gezien onder Garfield County.

## Demografie
Bij de volkstelling in 2000 werd het aantal inwoners vastgesteld op 508.
In 2006 is het aantal inwoners door het United States Census Bureau geschat op 467, een daling van 41 (-8.1%).

## Geografie
Volgens het United States Census Bureau beslaat de plaats een oppervlakte van
21,8 km², waarvan 21,7 km² land en 0,1 km² water.

## Plaatsen in de nabije omgeving
De onderstaande figuur toont nabijgelegen plaatsen in een straal van 40 km rond Tropic.